# Asterix als gladiator
Asterix als gladiator is het vierde stripalbum in de Asterix-stripreeks van René Goscinny en Albert Uderzo.
De uitgave tot 2005 heeft de Nederlandse titel Asterix en de gladiatoren.

## Inhoud
De prefect Caligula Biboppus arriveert in Gallië. Hij gaat spoedig terug naar Rome en wil een uniek cadeau meenemen voor Julius Caesar. Hij besluit een van de onoverwinnelijke Galliërs te ontvoeren. Hij kiest voor Kakofonix, omdat die als enige geregeld zonder toverdrank het bos in gaat.
Kakafonix wordt met succes gevangen en naar Rome afgevoerd. Asterix en Obelix reizen hem na op een Phoenicisch transportschip onder leiding van Verramsj, dat ze onderweg redden van een groep piraten, die een hemelse schrik er aan over houden voor Galliërs. Als dank voor deze dienst belooft Verramsj op zijn beurt de Galliërs naar Rome te brengen, na blijkbaar aanvankelijk hen als slaven te hebben willen verkopen in de volgende haven. In Rome is Caesar niet onder de indruk van de Galliër die Biboppus hem brengt. Derhalve zal Kakofonix bij de eerstvolgende circusspelen voor de leeuwen worden gegooid.
In Rome ontdekken Asterix en Obelix, via een Gallische herbergier (Zwezerix) dat Kakofonix onder Circus Maximus zit opgesloten, maar hun eerste reddingsactie mislukt omdat hij naar een andere cel is overgeplaatst. Om onopvallend het circus binnen te komen, melden de twee zich aan als gladiatoren. Dit tot groot genoegen van de organisator Gaius Vullus, die graag een spectaculaire show wil aangezien Caesar zelf zal komen kijken (en eerst alle moeite deed om hen mana forti in te lijven, met pijnlijke toestanden tot gevolg voor zijn knechten).
De show wordt op zijn zachtst gezegd uniek. Asterix en Obelix doen samen mee aan het wagenrennen, dat ze weten te winnen. Kakofonix wordt voor de leeuwen geworpen, maar zijn slechte zangkunst jaagt de beesten op de vlucht voordat ze hem iets aandoen. Hij wordt afgevoerd omdat het publiek zijn gezang ook niet waardeert. Wanneer de gladiatorgevechten aanbreken, zet Asterix de gladiatoren aan tot het spelen van een spelletje in plaats van vechten. Dit maakt Caesar zo woedend dat hij een heel cohort soldaten de arena instuurt. Asterix en Obelix verslaan deze soldaten, tot groot genoegen van het publiek.
Daar Caesar altijd tevreden is wanneer het volk dat ook is, geeft hij de Galliërs uit dank voor de geweldige show alles wat ze willen. De eisen van Asterix zijn: de vrijlating van Kakofonix en alle andere gladiatoren, een vrije aftocht naar Gallië (wat Caesar lankmoedig toestaat), en dat Gaius Vullus met hen meegaat om hem eens een lesje te leren (Wat Caesar volgaarne toestaat). Als straf voor wat hij de gladiatoren heeft aangedaan moet hij alleen het schip naar Gallië roeien. Asterix en Obelix keren terug naar hun dorp in Gallië.

## Personages
Naast de courante personages komen volgende personages aan bod in dit album:
- Bippopus: Gouverneur van Gallië met rang van Prefect. Zijn naam verwijst naar Bebop, de dansstijl. Gebaseerd op Georges Fronval.
- Caius Vullus (oorspronkelijk Caius Obtus en later nog Caius Paffus geheten), de Lanista of organisator van de gladiatorenspelen.
- Zwezerix (oorspronkelijk vertaald als Emigrantix), de Gallische herbergier in Rome. Hij droomt ervan een Romeins restaurant te mogen openen in Lutetia. Na dit avontuur is hij een groot fan van Kakofonix (Asterix op Corsica).
- Ignoramus (oorspronkelijk vertaald als Gorillus), de brute trainer der gladiatoren van Vullus. Zijn naam betekent letterlijk 'wij zijn onwetend', wat hij is als het op de Galliërs aankomt.
- Lupus, de Thrariër (zwaardvechter), die de gladiatoren leidt in het Circus; zijn naam is het Latijnse woord voor wolf.
- Belbus (oorspronkelijk vertaald als Stillus). Romeins legionair die een zenuwinzinking nabij is door het gezang van Kakofonix. Zijn naam verwijst naar de belbus, een speciale bus die men letterlijk telefonisch kan aanvragen.
- Lacchus, Romeins legionair die de Gladiatoren bewaakt in het Circus. Zijn naam verwijst naar 'ik lach' in een woordspeling.
- Verramsj (oorspronkelijk vertaald als Epidemaïs), de Phoenicische koopvaarder die Asterix en Obelix meeneemt naar Rome.

## Notities
- In dit album maken de Fenicische handelaar Verramsj en de piraten hun debuut. Vanwege hun hulp tegen de laatste belooft Verramsj Asterix en Obelix hen niet te verkopen. Aan het einde van het verhaal komen de piraten hetzelfde schip met de Galliërs wederom aan boord tegen, deze keer hun schip tot zinken brengend (wat nu zowat elke keer zal gebeuren als de piraten Asterix en Obelix tegenkomen, op enkele uitzonderingen na zoals in De Grote Oversteek en Asterix in Hispania).
- Dit is het eerste album waarin Obelix bij wijze van spel de helmen verzamelt van de Romeinse soldaten die hij heeft neergeslagen.
- Dit is tevens de eerste keer dat het feestmaal niet onder de sterren maar bij daglicht plaatsvindt, wat maar enkele keren in de serie gebeurde. Kakofonix wordt niettemin gekneveld, ondanks alle moeite die Asterix en Obelix hebben gedaan om hem te redden.
- De Phoeniciërs die roeien voor Verramsj zijn geen slaven, maar "vennoten die hun contract niet goed hebben gelezen". In De Odyssee van Asterix keert Verramsj terug en blijkt er nog niet veel veranderd te zijn, op een 'herzien' contract na waar in deze strip om gevraagd werd (net als de piratenaanvallen).
- De scènes in Rome werden later verfilmd als Asterix contra Caesar, een animatiefilm waarvan de eerste helft zich door Asterix en het 1ste legioen liet inspireren.
- De Gallische waard woont in een F.L.A.T., dat staat voor "Familiewoning voor Laagbetaalde en Achtergestelde Tuinhaters". Op stereotiepe wijze wordt in het album het vaak rumoerige leven in een flatgebouw weergegeven.
- Kakofonix zingt op een gegeven moment "O Dierbaar Gallia", wat verwijst naar de Brabançonne, het Belgische volkslied.
- In de Nederlandse bewerking kregen verschillende personages in verschillende drukken naamswijzigingen:
  - Caius Obtus, de drilmeester en organisator van de gladiatorspelen, werd eerst Caius Paffus, om in lijn te blijven met Asterix contra Caesar. In de meest recente herdruk werd dit Gaius Vullus.
  - Het kamp Petitbonum, het meest noordelijke Romeinse kamp rond het Gallische dorp, werd in de meest recente herdruk Grootmocum.
  - De Phoenicische koopman heette oorspronkelijk Epidemais. In de meest recente herdruk werd dit Verramsj.
- Buiten het circus verkoopt een Pers "Superpersilum", dat 'purperder wast dan purper': een parodie op het wasmiddelmerk "Persil" welke jaren de slogan droeg 'witter te wassen dan wit'.